# Пти Морен
Пти Морен (фр. Petit Morin) је река у Француској. Дуга је 86 km. Улива се у Марну. 